# Arne Furumark
Josef Arne Gert Furumark, född 26 september 1903 i Norge, död 6 oktober 1982 i Uppsala, var en svensk klassisk arkeolog och författare.

## Biografi
Furumark var professor i Uppsala 1952–1970. Åren 1947–1948 ledde han de betydelsefulla bronsåldersutgrävningarna vid Sinda på Cypern.
Han studerade den mykenska keramiken i sin doktorsavhandling Studies in Aegean decorative art : antecedents and sources of the Mycenaean ceramic decoration 1939. Han fortsatte sedan detta forskningsarbete med ett trebandsverk utgivet 1940–1941 där han detaljstudera keramiken och också försöker ställa upp en kronologi för keramiken. Han har gjort viktiga analyser av bland annat den mykenska keramikens utveckling, avseende förändringar i de dekorativa formelementen inom keramiken. År 1944 kom ett arbete om mykensk III C keramik från den allra sista perioden i Mykenes kulturella blomstringsperiod. Han arbete om mykensk keramik är ännu idag standardverket i ämnet.
Sedan började han undervisa på universitet och från den perioden kommer en mera populär bok om Italiens historia och ett översiktsverk över forntidens historia. Han kom också att publicera rapporter från olika grävningar han deltagit i. År 1952 då han blev professor i Uppsala höll han en installationsföreläsning som publicerades i bok året efter.
Nästa stora intresseområde var studier av Linear A den fornkretensiska stavelseskriften. Han publicerade ett arbete i två band om denna fråga. Det var därför naturligt att när John Chadwick hade löst gåtan Linear B att Furumark skrev ett förord till Chadwicks verk då det översattes till svenska.
Under den efterföljande tiden skrev han mest för allmänheten verk som Redan de gamla grekerna 1961 och Hellener och barbarer 1962. Han skrev också några verk om det svenska Instiyutets grävningar i Italien. Även efter hans död har det getts ut publikationer t ex har arbetena om Mykenes keramik återutgivits.
Han hade också ett intresse för Norrlands historia och samerna som han fick under sin uppväxt. Arne Furumark är gravsatt i minneslunden på Berthåga kyrkogård i Uppsala.